# Kersch (Ralingen)
Kersch (luxemburgisch Käersch) ist ein Ortsteil und ein Ortsbezirk der Ortsgemeinde Ralingen im Landkreis Trier-Saarburg in Rheinland-Pfalz.

## Geographie
Kersch liegt in der Südeifel auf einem Höhenrücken zwischen dem Fluss Sauer und dem Kerscher Bach. Zum Ortsbezirk Kersch gehört auch der Wohnplatz Kerscher Bach am gleichnamigen Gewässer.
Die Nachbarorte von Kersch sind Olk im Norden, Frankenhöhe und Hohensonne im Osten, Udelfangen im Süden und Wintersdorf im Westen.

## Geschichte
Bei Ausgrabungen fand man auf der Gemarkung von Kersch römische und fränkische Siedlungsspuren.
Kersch wurde das erste Mal in einer Urkunde vom 28. Oktober 895, in der lothringische König Zwentibold auf Bitten des dem Trierer Erzbischofs Radbod der Abtei Echternach ihre Besitzungen bestätigt, als Carescara erwähnt.

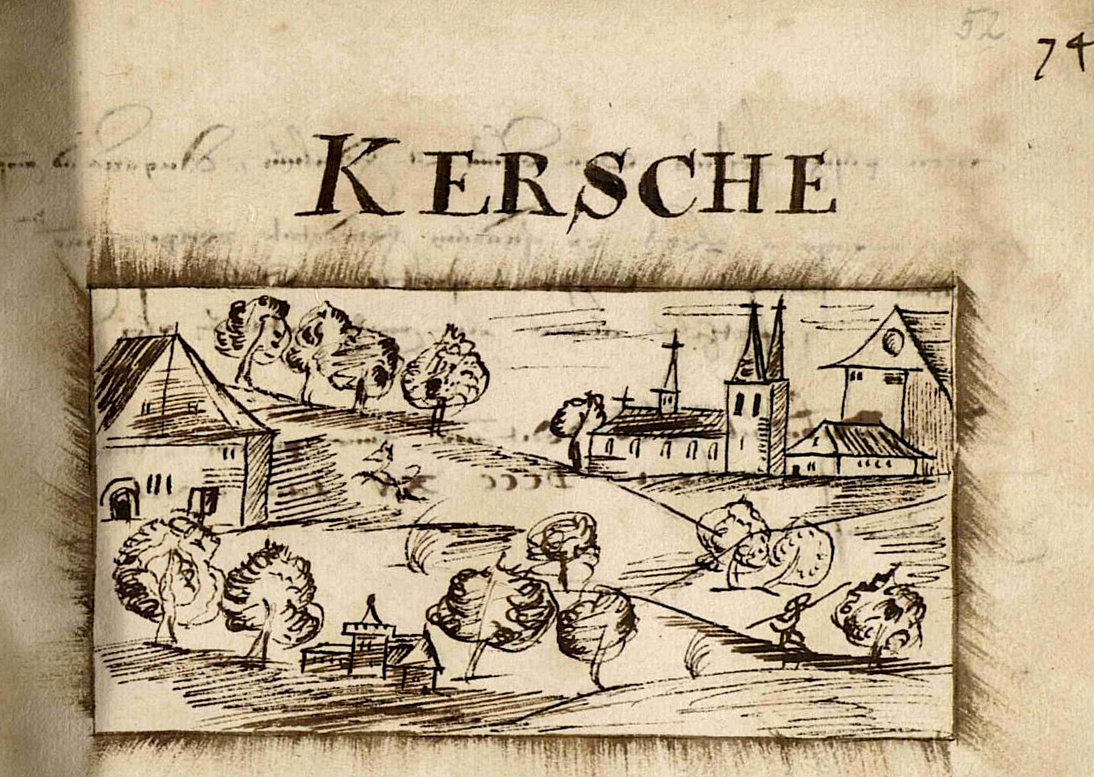
Kersch in einer Zeichnung von Johannes Bertels aus dem Jahre 1597

Die beiden heute zur Gemeinde Ralingen gehörenden Dörfer Kersch und Olk gehörten bis Ende des 18. Jahrhunderts zum Kurfürstentum Trier und unterstanden der Gerichtsbarkeit des Amtes Welschbillig.
Im Jahr 1794 hatten französische Revolutionstruppen das linke Rheinufer besetzt und nach dem Frieden von Campo Formio vom Oktober 1797 annektiert. Von 1798 bis 1814 gehörte der Ort zum französischen Kanton Pfalzel im Saardepartement.
Im Jahr 1815 wurde die Region auf dem Wiener Kongress dem Königreich Preußen zugeordnet. Damit kam die Gemeinde Kersch 1816 zum Landkreis Trier und dem Regierungsbezirk Trier in der Provinz Großherzogtum Niederrhein, die 1822 in der Rheinprovinz aufging. Die Gemeinde Kersch wurde der Bürgermeisterei Trierweiler unterstellt.
Nach dem Ersten Weltkrieg gehörte das gesamte Gebiet zum französischen Teil der alliierten Rheinlandbesetzung. Nach dem Zweiten Weltkrieg wurde Kersch innerhalb der französischen Besatzungszone Teil des damals neu gebildeten Landes Rheinland-Pfalz.
Im Rahmen der Mitte der 1960er Jahre begonnenen rheinland-pfälzischen Gebiets- und Verwaltungsreform wurde der Landkreis Trier am 7. Juni 1969 aufgelöst. Kersch gehörte zu dem größeren Kreisteil, der mit dem Landkreis Saarburg zum neuen Landkreis Trier-Saarburg vereinigt wurde. Am 17. März 1974 wurden die vier bis dahin selbständigen Gemeinden Edingen, Kersch, Olk und Wintersdorf nach Ralingen eingemeindet. Kersch hatte zu diesem Zeitpunkt 90 Einwohner.

## Politik
Kersch ist gemäß Hauptsatzung einer von sechs Ortsbezirken der Ortsgemeinde Ralingen. Der Ortsbezirk umfasst das Gebiet der früheren Gemeinde sowie acht Parzellen, die zur Gemarkung von Wintersdorf gehören. Die Interessen des Ortsbezirks werden durch einen Ortsbeirat und durch einen Ortsvorsteher vertreten.
Der Ortsbeirat besteht aus fünf Mitgliedern, die bei der Kommunalwahl am 9. Juni 2024 in einer personalisierten Verhältniswahl gewählt wurden, und dem ehrenamtlichen Ortsvorsteher als Vorsitzenden. Bei der Wahl 2019 wurde eine Mehrheitswahl durchgeführt, da nicht mindestens zwei Wahlvorschlagslisten eingereicht wurden.
Die Sitzverteilung:
| Wahl | FW                | WGM *             | WGN *             | Gesamt  |
| ---- | ----------------- | ----------------- | ----------------- | ------- |
| 2024 | 2                 | 1                 | 2                 | 5 Sitze |
| 2019 | per Mehrheitswahl | per Mehrheitswahl | per Mehrheitswahl | 5 Sitze |

Roman Metzler (WGM) wurde am 5. September 2024 Ortsvorsteher von Kersch. Bei der Direktwahl am 9. Juni 2024 hatte er sich mit einem Stimmenanteil von 52,7 % gegen eine Mitbewerberin durchgesetzt.
Metzlers Vorgänger Nikolaus Adam (Freie Wähler Großgemeinde Ralingen e. V.) war zuletzt bei der Direktwahl am 26. Mai 2019 mit einem Stimmenanteil von 52,63 % für weitere fünf Jahre in seinem Amt bestätigt worden.
Peter Feilen war von 1964 bis 1974 letzter Ortsbürgermeister der selbstständigen Gemeinde Kersch und nach der Bildung der neuen Mehrortgemeinde erster Ortsvorsteher von Kersch bis 1989.

## Kultur und Sehenswürdigkeiten
In der Denkmalliste des Landes Rheinland-Pfalz (Stand: 2021) werden folgende Kulturdenkmäler genannt:
- Katholische Filialkirche St. Antonius, romanischer Saalbau (12. Jahrhundert)
- Denkmalzone im Ortskern (Hospitalstraße), bestehend aus drei ehemaligen Hofgütern (19. Jahrhundert), der Kirche St. Antonius und dem Knewelsbrunnen

## Wirtschaft und Infrastruktur
Kersch liegt an den Kreisstraßen K 1 und K 8.